# TV-huset, Stockholm
För andra betydelser, se TV-huset (olika betydelser).
TV-huset är den byggnad i kvarteret Förrådsbacken i hörnet Oxenstiernsgatan / Valhallavägen på Östermalm i Stockholm som hyser kontors- och produktionslokaler för Sveriges Television. Komplexet, som ligger på samma fastighet som Radiohuset, ritades av Erik Ahnborg och Sune Lindström på VBB. Den första etappen invigdes den 30 oktober 1967. Det dröjde dock innan TV-studiorna, som redan från början planerades för produktion av färg-TV-program, var färdigutrustade och kunde tas i bruk.
I juni 1969 kunde man i studio 2 påbörja inspelningarna av det första TV-programmet, en TV-serie för barn, Mumintrollet med bland andra Gösta Ekman i en av rollerna. Serien började sändas på TV2:s öppningskväll den 5 december samma år. I november samma år togs studio 1 i bruk. Den var då Europas största TV-studio.
Periodvis har även program för andra TV-bolag spelats in i TV-huset, däribland Let's Dance och Parlamentet i TV4 och Efterlyst i TV3.

## Historik

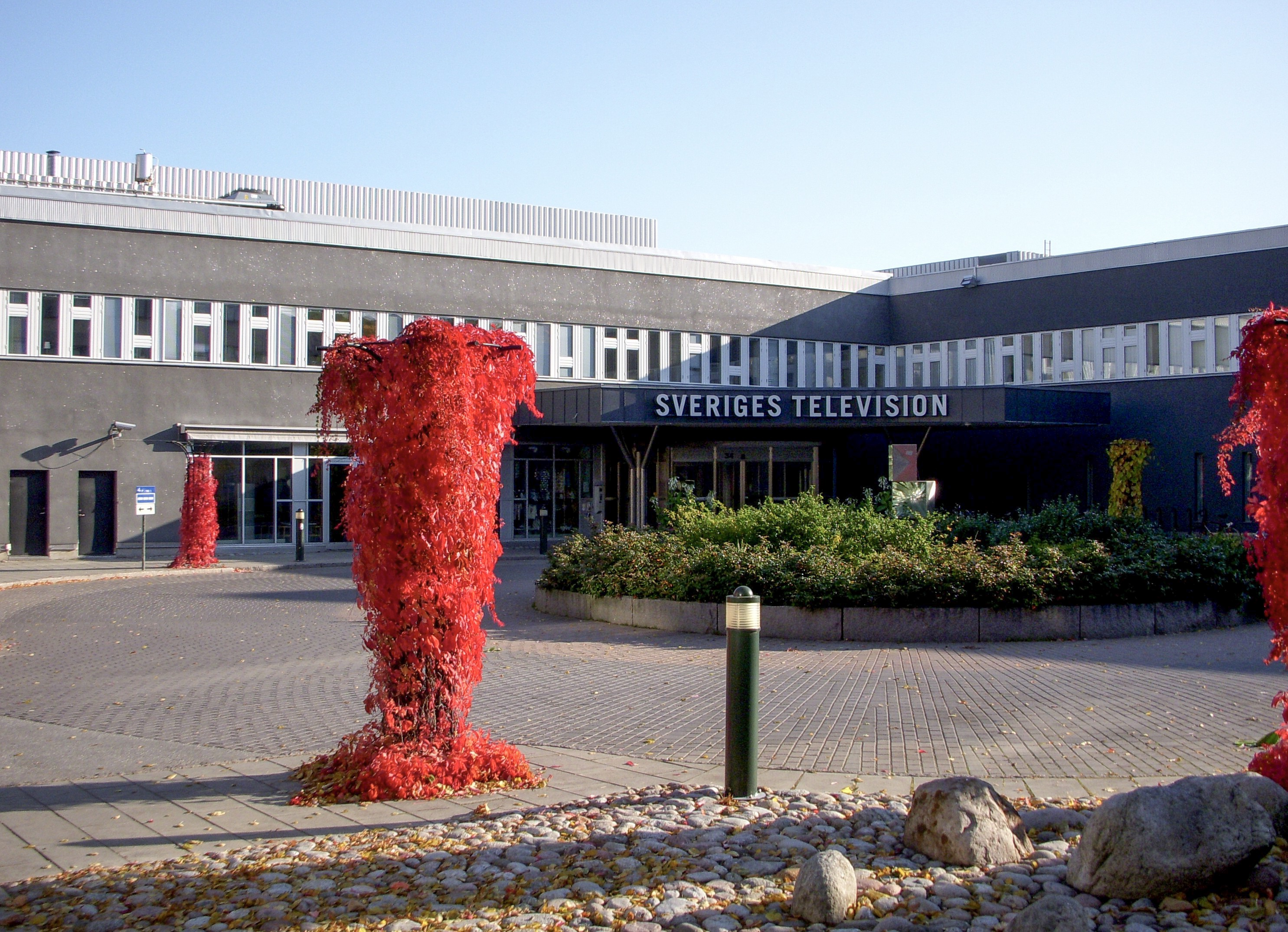
Gamla huvudentrén från Oxenstiernsgatan, september 2008.

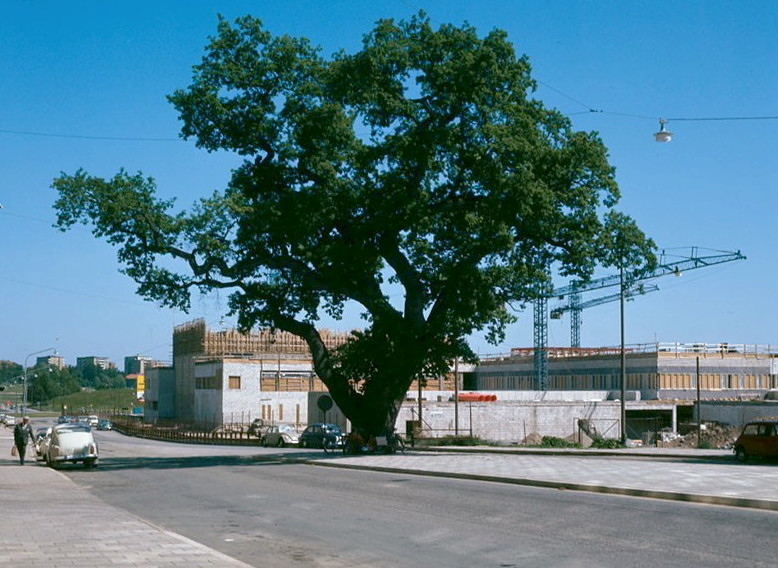
TV-huset under uppförande 1966, med den så kallade TV-eken framför.

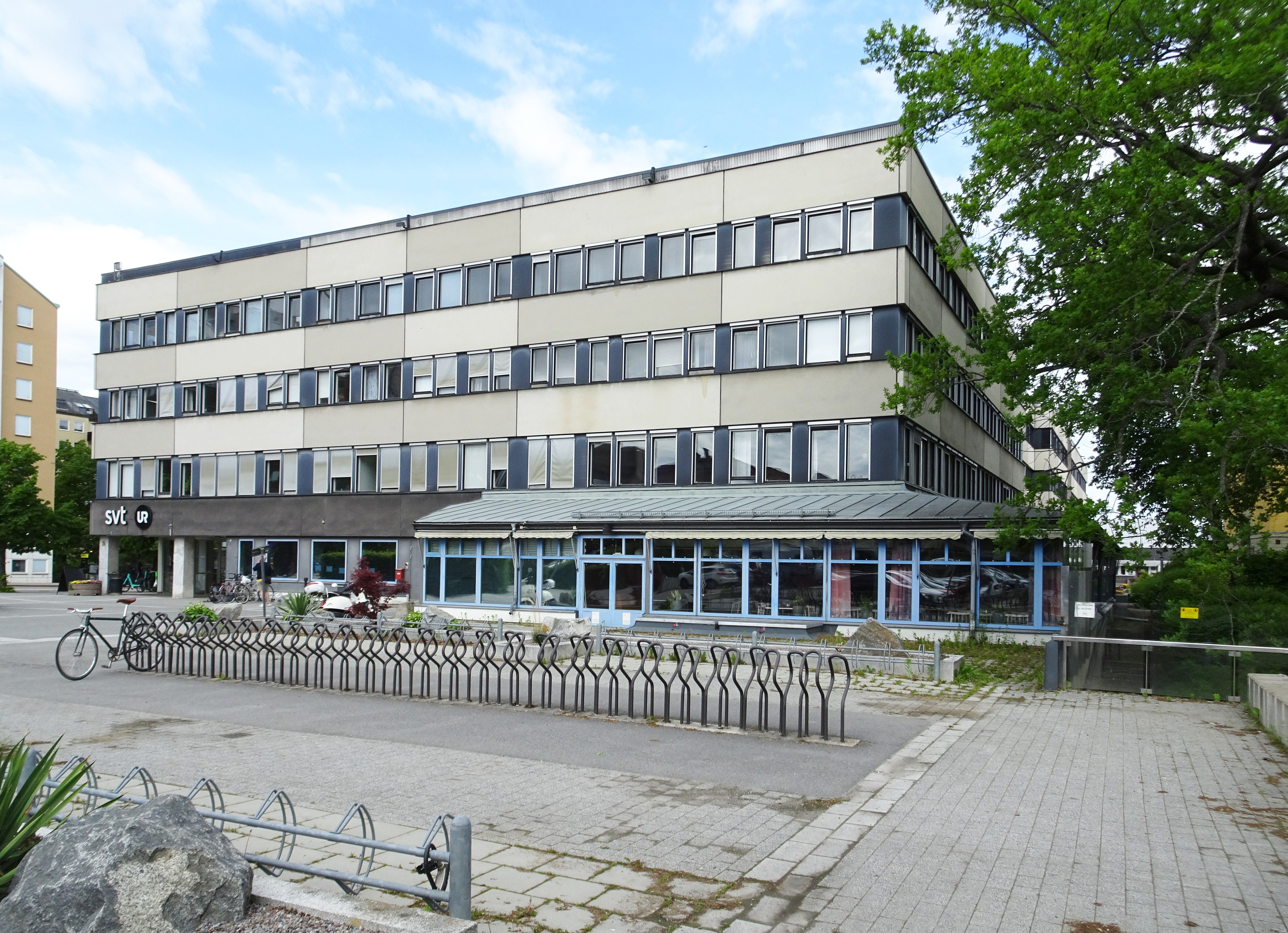
Kontorshuset från 1973 i juni 2022.

Vid Oxenstiernsgatan 26, i direkt anslutning söder om TV-huset, byggdes sedan det så kallade Kontorshuset. Det stod färdigt 1973 och ritades, liksom de flesta andra byggnader på området, av Vattenbyggnadsbyråns arkitekter. Byggnaden rymmer idag bland annat SVT:s företagsledning och kontorslokaler för Utbildningsradion (UR).
På TV-husets tomt uppsattes i början av 1970-talet, ett stort antal kontorsbaracker för att hysa den växande skaran medarbetare på TV2. Dessa baracker kom att bli ett långt provisorium innan de slutligen togs bort 1983 för att ge plats åt den stora tillbyggnaden av TV-huset. Under några år inrymdes TV2:s redaktionslokaler i det stora statliga förvaltningshuset Garnisonen. Den nya tillbyggnaden, som bland annat innehåller tre stora studior, togs i bruk våren 1987. I anslutning till TV-huset byggdes också ett nyhetshus, med tre nyhetsstudior samt redaktionslokaler för Aktuellt. Nyhetshuset togs i bruk i augusti 1986. Arkitektbyrå för Nyhetshuset var BSK Arkitekter.
Nyhetsredaktionerna lämnade Nyhetshuset sommaren 2001 i samband med flytten till nya lokaler i TV-husets etapp II, i det tidigare kostymförrådet.
Hösten 2009 påbörjades ombyggnaden av Nyhetshuset inför Utbildningsradions flytt till kvarteret Förrådsbacken. Ombyggnaden innebar bland annat att huset byggdes på med en ytterligare våning. Inflyttning inleddes den 4 oktober 2010 och avslutades med invigningen exakt ett år senare när tillbyggnaden stod klar. I samband med inflyttningen bytte huset namn till Kunskapshuset. Studio 10 blev sammanträdesrum medan Studio 11 och 12 blev TV-studior med gemensamt kontrollrum för Utbildningsradions TV-produktion. UR använder även SVT:s studior vid behov.
Under hösten 2011 och våren 2012 byggdes studio 1 - 5 inklusive kontrollrum om och utrustas med ny teknik för att klara sändningar i HD-format. Först ut blev Studio 4 och 5 dit alla SVT:s nyhetssändningar, sport- och morgonsändningar flyttades i mars 2012. Den stora nyhetsstudion som vetter mot finska ambassaden och som inreddes så sent som år 2001 kom därefter att avvecklas.
TV-huset är en viktig anläggning för att nå ut till allmänheten. Det har SVT:s enda nattredaktion och man sänder ut alla SVT-sändningarna från huset. Därför är det ett civilt skyddsobjekt.

## Studior i TV-huset
TV-huset, etapp 1 (1969)

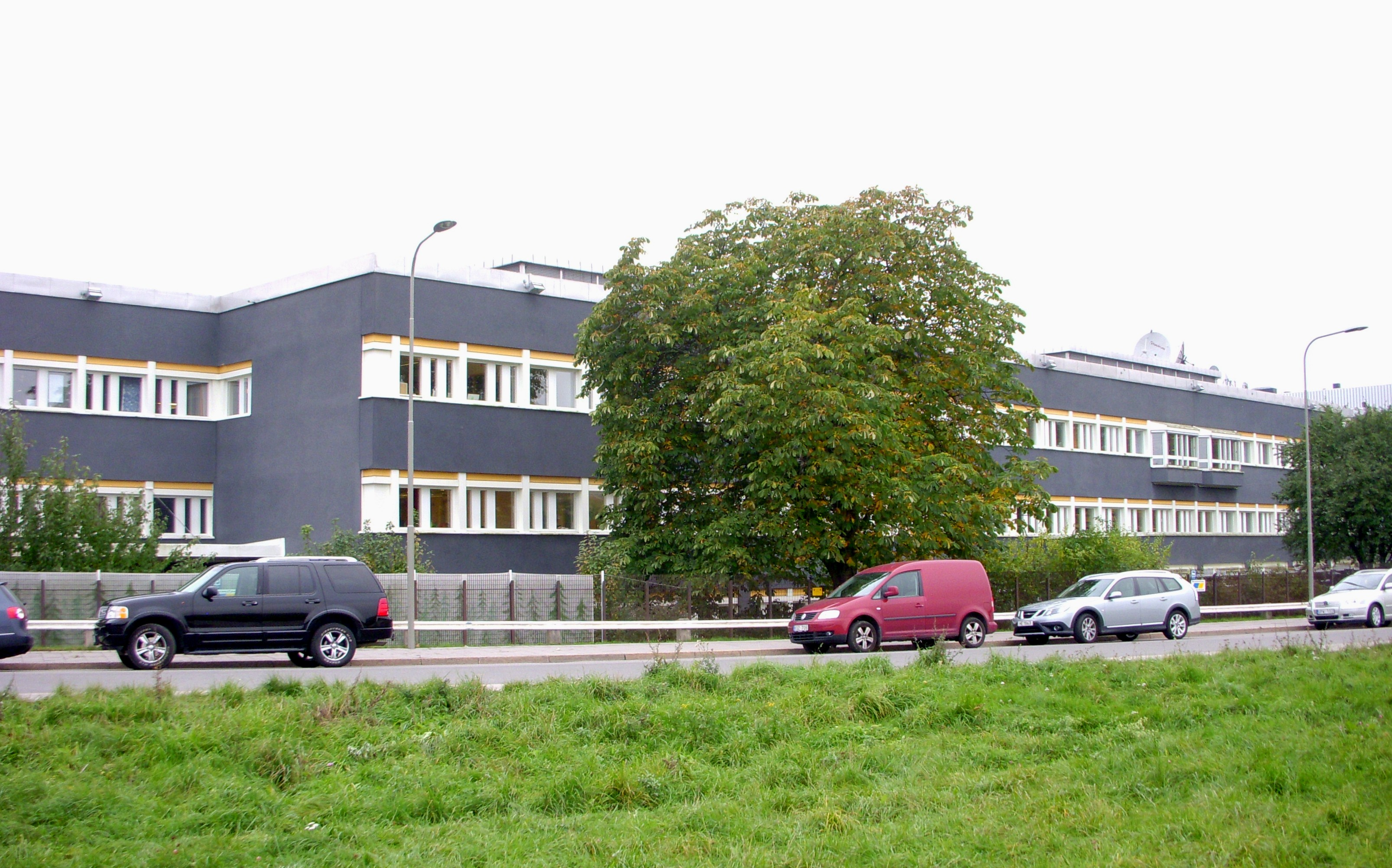
TV-huset (etapp 2), fasad mot Gärdet, 2011.

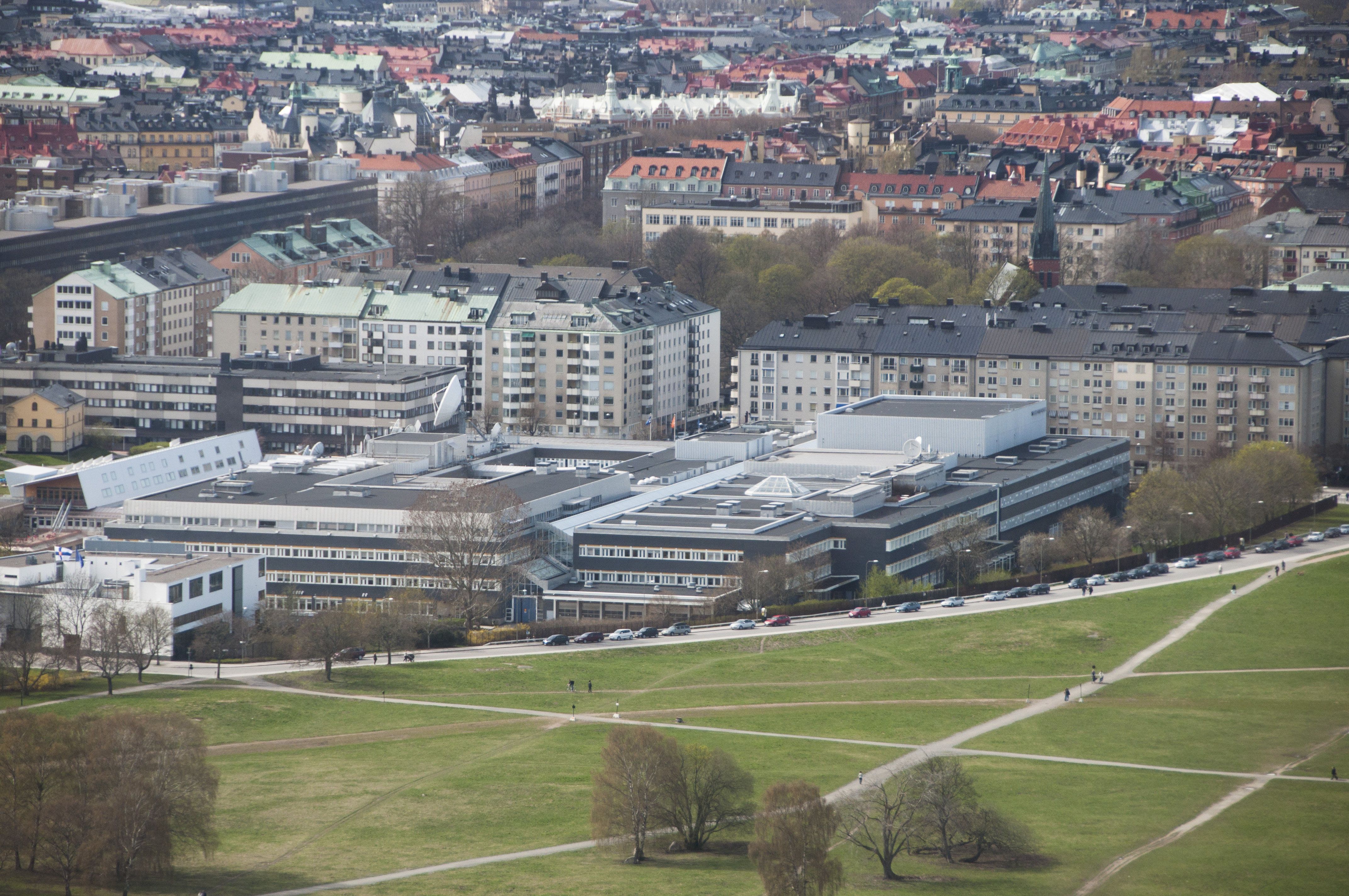
TV-huset sett från Kaknästornet.

- Studio 1, 1000 m². (40 x 25 meter. Höjd: 15 meter)
- Studio 2,  625 m². (25 x 25 meter. Höjd: 11 meter)
- Studio 11, 130 m². (Rapports och TV-sportens studio fram till 1986, då studion avvecklades)

Den första etappen inrymde också två programkontroller med tillhörande hallå-studior för TV1 respektive TV2.
TV-huset, etapp 2 (1987)
- Studio 3, 440 m². Studion användes för Bolibompa fram till 2017. 2018 sändes Melodifestivalens presentation av 2019 års programledare härifrån.
- Studio 4, 440 m². Härifrån har sportsändningar sänts, idag har bland annat Tror du jag ljuger? och Ekdal/Ekdal spelats in i studio 4. Studion har också använts av Gomorron Sverige.
- Studio 5, 440 m². Var från början en filmstudio. Är nyhetsstudio för Aktuellt, Rapport, Sportnytt, Sportspegeln och vädret sedan 2012.

Kunskapshuset (f.d. Nyhetshuset) (1986)
- Studio 10, 92 m². (Ursprungligen avsedd för regionala nyheter men kom istället att användas av TV-sporten). Sportnytt och Sportspegeln lämnade studion 2001 och används sedan dess för UR:s TV-produktion.
- Studio 11, 140 m². Rapports nya studio i nyhetshuset men med samma namn som den gamla. Rapport lämnade studion 2001. Sedan 2010 används studion för UR:s TV-produktion.
- Studio 12, 140 m². Aktuellts nya studio i nyhetshuset. Den gamla studion "Studio 16" i radiohuset avvecklades i samband med flytten. Aktuellt lämnade studion 2001. Från 2010 användes studion bland annat som konferensrum. Idag har den åter tagits i bruk för UR:s TV-produktion.

Morgonstudion (fd. Nyhetsstudion) Den 8 september 2001 flyttades samtliga nyhetsprogram till en ny gemensam studio om cirka 500 m² i ett gammalt kostymförråd på översta planet i TV-huset. Efter flytten till studio 5 sände nyheterna från studion några helger då man trimmade tekniken. Idag rymmer studion Morgonstudion och delar av nyhetsredaktionen. I studion sänder man även extra vid stora nyhetshändelser, och från oktober fram till årsskiftet 2019/20 sände även Aktuellt, Rapport, Sportnytt, Sportspegeln, Kulturnyheterna och vädret från denna studio.
HD-uppgradering Under 2011-12 genomgick Studio 1 till 5 inklusive kontrollrum en omfattande ombyggnad som bland annat omfattar en uppgradering av studiotekniken för att klara HD-sändningar. Studio 4 och 5 togs i bruk den 5 mars och studio 1, 2 och 3 den 21 maj 2012. Under den första tiden var det stora problem med tekniken i studiorna vilket ledde till en dålig arbetsmiljö på SVT samt stora problem för tittarna.

## Övriga lokaler

### A 1
Med start 1948 förhyrde Radiotjänst delar av Svea artilleriregementes (A 1) gamla kaserner vid Valhallavägen för att bland annat inhysa provsändningarna för den nya televisionen. Den första studion inrymdes i A 1:s gamla gymnastiksal, som övertogs från AB Kinocentralen. Studion fick beteckningen studio A i samband med att den rustades upp och fick permanent utrustning 1956. Härifrån sändes Hylands hörna hösten 1962. Hösten 1957 byggdes västra delen av ridhuset om till TV-studio och fick beteckningen studio B. Den nya studion togs i bruk i januari 1958. År 1959 inrymdes en aktualitetsstudio som fick namnet studio G. Härifrån sändes Aktuellt ända fram till 1969. I ridhusets östra del byggdes en helt ny TV-studio, Studio H, Den togs i bruk i december 1962. Härifrån sändes Hylands hörna våren 1963. Den första teaterproduktionen i denna studio var Ingmar Bergmans uppsättning för TV-Teatern av August Strindbergs teaterpjäs Ett drömspel.
Studiorna vid A 1 kom att användas för TV-produktion i många år. Från studio A gjordes bl.a. provsändningar i färg i samband med de olympiska spelen i Grenoble och Mexico City. Då studion var relativt liten och hade uppenbara brister (knarrigt golv) utrustades den aldrig med permanent färg-TV-teknik utan avvecklades cirka 1970. Studio B, G och H utrustades för färg runt 1970-71. Från studio B sändes till exempel Halvsju och Notknäckarna. Härifrån sändes också Nöjesmaskinen från och med hösten 1982. Efter att TV-husets tillbyggnad blev färdig 1987 kom studio B och H mest att användas för Dramaproduktion. Här gjordes bland annat Varuhuset och Rederiet. Den sistnämnda blev den sista produktionen som gjordes innan SVT lämnade A 1 i maj 1998. 1998 flyttade SVT Drama in i helt nya lokaler i Värtahamnen. Större delen av A 1 revs 2003. Av TV-lokalerna finns idag bara den gamla gymnastikbyggnaden bevarad. Idag används den som träningslokal av företaget Sats.
Studior vid A 1
- Studio A, 400 m², f.d. gymnastikhuset (1954-70) Efter avvecklingen blev studion kostymförråd i många år.
- Studio B, 420 m² (effektiv golvyta 22 x 18 m), f.d. västra ridhuset (1958-98)
- Studio F, filmstudio i källarplanet (1960)[5]
- Studio G, 140 m², nyhetsstudio i källarplanet (f.d. potatiskällare) (1959-80)
- Studio H, 420 m², f.d. östra ridhuset (1963-98)

C:a 1964 gjordes studio F och G om till live-studios och dessa båda kom då att kallas G1 och G2. Sedermera avvecklades en av dessa och den återstående studion kallades åter studio G.

### Fiktionshuset
Under sensommaren 1998 flyttade SVT:s Dramaavdelning från de slitna lokalerna vid gamla A 1 till ett helt nytt hus, Dramahuset. Förutom Dramas kontorslokaler, utrustades huset också med två TV-studior för Dramaproduktion. I huset fanns också ett stort garage som användes för SVT:s OB-bussar. Dessa försvann då SVT från och med 2005 sålde hela OB-verksamheten till företaget Prisma OB. I samband med att nöjes- och dramaavdelningarna slogs ihop till SVT Fiktion fick huset sitt senare namn.
SVT lämnade lokalerna 2018 och sålde de till NEP som tidigare hyrt lokalerna av SVT sedan 2011.
Studior i Fiktionshuset
- Studio D1, 470 m². (20 x 27 meter. Höjd: 8 meter)
- Studio D2, 400 m². (20 x 20 meter. Höjd: 8 meter)

### Studio L
1966 förhyrde Sveriges Radio ett gammalt kafferosteri i Värtahamnen för att inrymma färg-TV-gruppens provsändningsverksamhet. Härifrån gjordes ett stort antal provsändningar med färg under åren 1966-69. Studion fick beteckningen Studio L och kom sedermera mest att användas främst för TV:s utbildningsverksamhet. I början av 1980-talet började studion åter användas för reguljär TV-verksamhet. Till exempel användes studion för förkvällsprogrammet Kafé 18 under flera år. Även Razzel sändes härifrån under en säsong i mitten av 80-talet när TV-huset var under ombyggnad.

### Studio 16, Radiohuset
1969 startade Sveriges Radios centralredaktion nyhetssändningar i båda TV-kanalerna i form av TV-Nytt. Nyhetssändningarna inleddes i TV1 på premiärdagen den 29 november från Studio 16 i radiohuset. Härifrån sändes sedermera Aktuellt från återstarten 1972 till och med augusti 1986. Därefter avvecklades studion. Studion används idag av Sveriges Radio Drama som har sin studio i dessa lokaler.

### Övriga studior
Från hösten 1956 och ända fram till och med slutet av 1980-talet förhyrde Sveriges Radio-TV Cirkus på Djurgården för större TV-underhållningsprogram. Cirkus, som hade beteckningen studio C, hade under 1960-talet en fast utrustning med svart-vita kameror. När färgprogram började sändas härifrån från cirka 1970 användes en OB-buss. Bland den långa raden av uppmärksammade TV-program härifrån kan nämnas Stora famnen, 10 000-kronorsfrågan, Estrad, Melodifestivalen, Nygammalt, Lördagsblandning, Notknäckarna med flera.
Även Södra Teatern vid Mosebacke torg på Södermalm användes som reguljär TV-studio under några år i slutet av 1950-talet.
1960 inrättades en studio för skol-TV (studio J) i S:t Eriksmässans (senare Stockholmsmässans) hallar i Storängsbotten. I hallarna byggdes också filmstudiorna F1, F2 etc samt replokalerna R1, R2 etc.